# PSA World Tour 2008/09
Die PSA World Tour 2008/09 umfasst alle Squashturniere der Herren-Saison 2008/09 der PSA World Tour. Sie begann am 1. August 2008 und endete am 31. Juli 2009. Die nach dem Monat sortierte Übersicht zeigt den Ort des Turniers an, dessen Namen, das ausgeschüttete Gesamtpreisgeld, sowie den Sieger des Turniers. In der abschließenden Tabelle werden sämtliche Turniersieger nach der Menge ihrer Titel aufgelistet. Dabei ist es nicht relevant, welche Wertigkeit die vom Spieler gewonnenen Turniere besaßen, auch wenn eine entsprechende Erfassung erfolgt.
In der Saison 2008/09 fanden insgesamt 117 Turniere statt. Das Gesamtpreisgeld betrug 2.636.425 US-Dollar.

## Tourinformationen

### Anzahl nach Turnierserie
| Turnierserie | WM 1 | Super S. 2 | 5 Star | 4 Star | 3 Star | 2 Star | 1 Star | Satellite |
| ------------ | ---- | ---------- | ------ | ------ | ------ | ------ | ------ | --------- |
| Anzahl       | 1    | 6          | 7      | 2      | 10     | 10     | 26     | 55        |
| Gesamt       | 1    | 6          | 55     | 55     | 55     | 55     | 55     | 55        |

 1 PSA Weltmeisterschaft

 2 PSA Super Series

## Turnierplan

### August
| Datum         | Ort          | Turnier                              | Preisgeld | Sieger                 |
| ------------- | ------------ | ------------------------------------ | --------- | ---------------------- |
| 13.08.–16.08. | Kuala Lumpur | NSC 1 Star No. 2 2008                | $ 10.000  | Mohd Nafiizwan Adnan   |
| 14.08.–17.08. | Bogotá       | XI Abierto Colombiano de Squash 2008 | $ 30.000  | Miguel Ángel Rodríguez |
| 22.08.–25.08. | Atlanta      | Dragondoc Squash Championships 2008  | $ 5.000   | Patrick Chifunda       |

### September
| Datum         | Ort        | Turnier                                         | Preisgeld | Sieger           |
| ------------- | ---------- | ----------------------------------------------- | --------- | ---------------- |
| 04.09.–07.09. | Amsterdam  | Forexx Dutch Open 2008                          | $ 30.000  | Nick Matthew     |
| 06.09.–09.09. | Taipeh     | Taiwan Open 2008                                | $ 14.750  | Chris Simpson    |
| 10.09.–13.09. | Bordeaux   | Ornano International Squash Open 2008           | $ 15.025  | Saurav Ghosal    |
| 10.09.–13.09. | Charleston | Merrill Lynch Pegasus Charleston Challenge 2008 | $ 7.675   | Alan Clyne       |
| 11.09.–15.09. | Chicago    | Sweet Home Chicago Open 2008                    | $ 30.000  | Peter Barker     |
| 24.09.–27.09. | Paris      | Internationaux de France 2008                   | $ 62.400  | Grégory Gaultier |
| 25.09.–28.09. | Baltimore  | Merritt Properties Open 2008                    | $ 40.000  | Peter Barker     |

### Oktober
| Datum         | Ort           | Turnier                                     | Preisgeld | Sieger            |
| ------------- | ------------- | ------------------------------------------- | --------- | ----------------- |
| 02.10.–05.10. | Ontario       | The Nash Cup 2008                           | $ 6.000   | Farzan Rasheed    |
| 02.10.–05.10. | Dublin        | Bymac Leinster Open 2008                    | $ 12.000  | Chris Ryder       |
| 02.10.–05.10. | Wolverhampton | Wolverhampton Open 2008                     | $ 30.000  | Adrian Grant      |
| 04.10.–05.10. | Rotterdam     | Turnstone Squash Trophy 2008                | $ 3.000   | Rasmus Nielsen    |
| 13.10.–19.10. | Manchester    | Squash-Weltmeisterschaft 2008               | $ 215.000 | Ramy Ashour       |
| 17.10.–19.10. | Shanghai      | Bailian New Era Mall China Squash Open 2008 | $ 11.250  | Stéphane Galifi   |
| 20.10.–24.10. | Goshen        | Goshen Open 2008                            | $ 4.175   | Karim Abdel Gawad |
| 22.10.–25.10. | Turin         | Turin Squash Open 2008                      | $ 6.000   | Stéphane Galifi   |
| 23.10.–26.10. | Ottawa        | Goodlife Squash Open 2008                   | $ 6.000   | Robin Clarke      |
| 27.10.–31.10. | Doha          | Qatar Classic 2008                          | $ 145.000 | Karim Darwish     |
| 29.10.–01.11. | Lagos         | African Open Championship 2008              | $ 23.500  | Joey Barrington   |
| 30.10.–02.11. | Saskatoon     | Saskatoon Boast 2008                        | $ 10.000  | Márk Krajcsák     |
| 30.10.–02.11. | Quito         | Ecuador Squash Open 2008                    | $ 20.000  | Arturo Salazar    |

### November
| Datum         | Ort                    | Turnier                                   | Preisgeld | Sieger                  |
| ------------- | ---------------------- | ----------------------------------------- | --------- | ----------------------- |
| 03.11.–06.11. | Karatschi              | CNS International 2008                    | $ 25.000  | Farhan Mehboob          |
| 05.11.–08.11. | Chennai                | Indian Challenger No. 1 2008              | $ 18.000  | Ritwik Bhattacharya     |
| 05.11.–08.11. | Santiago de Compostela | Santiago Open 2008                        | $ 31.175  | Borja Golán             |
| 06.11.–08.11. | Prag                   | Prague Squash Open 2008                   | $ 3.000   | Omar Abdel Meguid       |
| 06.11.–09.11. | Vancouver              | Clearly Contacts Open 2008                | $ 10.000  | Márk Krajcsák           |
| 06.11.–09.11. | Cincinnati             | Flying Pig Open 2008                      | $ 7.000   | José Ángel Becerril     |
| 08.11.–09.11. | Rotterdam              | Q-Sourcing Squash Trophy 2008             | $ 3.000   | Steven Finitsis         |
| 08.11.–09.11. | Parma                  | Palasprint Squash Open 2008               | $ 3.000   | Stuart Crawford         |
| 11.11.–14.11. | Kuala Lumpur           | NSC Super Satellite No. 3 2008            | $ 6.000   | Stéphane Galifi         |
| 11.11.–14.11. | Islamabad              | Pakistan Open Squash Championships 2008   | $ 30.000  | Aamir Atlas Khan        |
| 12.11.–15.11. | Nairobi                | Kengen Parklands Open Squash 2008         | $ 10.000  | Mohammed Ali Anwar Reda |
| 13.11.–16.11. | Baltimore              | Baltimore Cup 2008                        | $ 10.000  | Yasser El Halaby        |
| 18.11.–21.11. | Kuala Lumpur           | NSC Super Satellite No. 4 2008            | $ 6.000   | Zac Alexander           |
| 19.11.–22.11. | Nairobi                | Zain Kenya Open 2008                      | $ 7.000   | Clinton Leeuw           |
| 19.11.–23.11. | Rhode Island           | Rhode Island Open 2008                    | $ 10.000  | Jesse Engelbrecht       |
| 19.11.–23.11. | Hongkong               | Cathay Pacific Hong Kong Squash Open 2008 | $ 145.000 | Amr Shabana             |
| 27.11.–30.11. | Richmond               | BC Open PSA 2008                          | $ 15.000  | Eric Gálvez             |
| 27.11.–30.11. | Macau                  | Macau Open 2008                           | $ 52.500  | Grégory Gaultier        |
| 28.11.–29.11. | Delft                  | Kean Delft Open 2008                      | $ 3.000   | Gilly Lane              |

### Dezember
| Datum         | Ort                    | Turnier                                       | Preisgeld | Sieger            |
| ------------- | ---------------------- | --------------------------------------------- | --------- | ----------------- |
| 04.12.–07.12. | Santa Cruz de Tenerife | OHL Spanish Open 2008                         | $ 22.000  | Borja Golán       |
| 04.12.–07.12. | Edmonton               | The Servus Credit Union Edmonton Open 2008    | $ 10.000  | Chris Simpson     |
| 09.12.–12.12. | Kuala Lumpur           | NSC Super Satellite No. 5 2008                | $ 6.000   | Matthew Karwalski |
| 12.12.–14.12. | Moskau                 | Russian Opportunities Fund Championships 2008 | $ 3.000   | Nicolas Müller    |
| 14.12.–19.12. | al-Chubar              | Saudi International 2008                      | $ 250.000 | Karim Darwish     |
| 16.12.–19.12. | Kuala Lumpur           | NSC Satellite No. 5 2008                      | $ 3.000   | Zac Alexander     |
| 19.12.–21.12. | Bratislava             | Imet PSA Open 2008                            | $ 3.000   | Jan Koukal        |
| 20.12.–21.12. | Brescia                | Progetto 6 PSA Open 2008                      | $ 3.000   | Davide Bianchetti |

### Januar
| Datum         | Ort             | Turnier                                               | Preisgeld | Sieger                  |
| ------------- | --------------- | ----------------------------------------------------- | --------- | ----------------------- |
| 03.01.–04.01. | Nîmes           | Open du Gard 2009                                     | $ 3.000   | Renan Lavigne           |
| 13.01.–18.01. | North Vancouver | Comfort Inn Open 2009                                 | $ 20.000  | Daryl Selby             |
| 14.01.–17.01. | St. Louis       | St. Louis Racquet Club Invitational Open 2009         | $ 6.000   | Mohammed Ali Anwar Reda |
| 15.01.–18.01. | Barcelona       | XI Open Internacional D’Squash Esportiu Rocafort 2009 | $ 4.000   | Grégoire Marche         |
| 17.01.–18.01. | Hoofddorp       | Meersquash Heroes Open 2009                           | $ 3.000   | Bradley Hindle          |
| 20.01.–25.01. | Calgary         | Talisman Energy Bankers Hall Club Pro-Am 2009         | $ 10.000  | Arturo Salazar          |
| 23.01.–25.01. | Cardiff         | Welsh Open 2009                                       | $ 3.000   | Rasmus Nielsen          |
| 23.01.–29.01. | New York City   | J. P. Morgan Tournament of Champions 2009             | $ 117.500 | Grégory Gaultier        |
| 28.01.–02.02. | Detroit         | Motor City Open 2009                                  | $ 30.000  | Borja Golán             |
| 31.01.–01.02. | Kuwait          | Jena Super Satellite 2009                             | $ 6.000   | Abdullah Al Muzayen     |

### Februar
| Datum         | Ort          | Turnier                                          | Preisgeld | Sieger                  |
| ------------- | ------------ | ------------------------------------------------ | --------- | ----------------------- |
| 03.02.–06.02. | Teheran      | International Fajr No. 1 2009                    | $ 3.000   | Mazen Gamal             |
| 03.02.–04.02. | Linköping    | Case Swedish Open 2009                           | $ 60.000  | Nick Matthew            |
| 03.02.–04.02. | Halifax      | Bluenose Squash Classic 2009                     | $ 40.000  | David Palmer            |
| 10.02.–15.02. | Mikkeli      | Savcor Finnish Open 2009                         | $ 25.000  | Olli Tuominen           |
| 10.02.–15.02. | Bethesda     | National Capital Open 2009                       | $ 15.000  | Shahier Razik           |
| 16.02.–21.02. | Montreal     | National Bank Financial Group Montreal Open 2009 | $ 21.050  | Alister Walker          |
| 16.02.–21.02. | Kuala Lumpur | NSC Series No. 1 (1 Star) 2009                   | $ 10.000  | Nicolas Müller          |
| 21.02.–22.02. | Bergamo      | Palestra In Forma PSA Open 2009                  | $ 3.000   | Amr Khaled Khalifa      |
| 23.02.–28.02. | Richmond     | Davenport North American Open 2009               | $ 93.750  | Ramy Ashour             |
| 23.02.–27.02. | Kuala Lumpur | NSC Series No. 2 (Super Satellite) 2009          | $ 6.000   | Mohammed Ali Anwar Reda |
| 26.02.–01.03. | Salzburg     | Salzburg Open 2009                               | $ 3.000   | Nicolas Müller          |

### März
| Datum         | Ort                   | Turnier                                          | Preisgeld | Sieger                 |
| ------------- | --------------------- | ------------------------------------------------ | --------- | ---------------------- |
| 02.03.–07.03. | Kuala Lumpur          | CIMB KL Open Championship 2009                   | $ 50.000  | Peter Barker           |
| 03.03.–06.03. | Teheran               | International Narooz 2009                        | $ 3.000   | Mazen Gamal            |
| 10.03.–13.03. | Kuala Lumpur          | NSC Series 3 (Super Satellite) 2009              | $ 6.000   | Ryan Cuskelly          |
| 10.03.–15.03. | Kisch                 | Kish Persian Gulf Cup 2009                       | $ 10.000  | Tom Richards           |
| 12.03.–15.03. | Winnipeg              | Manitoba Open Squash Classic 2009                | $ 15.000  | Jonathan Kemp          |
| 14.03.–17.03. | London                | PSA Super Series Finals 2008/09                  | $ 110.000 | Grégory Gaultier       |
| 16.03.–21.03. | Kalkutta              | PSA Indian Challenger No.2 2009                  | $ 30.000  | Adrian Grant           |
| 17.03.–22.03. | Santa Catarina Pinula | II Torneo Internacional Sporta 2009              | $ 15.000  | Miguel Ángel Rodríguez |
| 18.03.–21.03. | Kuala Lumpur          | NSC Series No. 4 (1 Star) 2009                   | $ 10.000  | Waqar Mehboob          |
| 19.03.–22.03. | Genf                  | 36th Swiss Open 2009                             | $ 4.000   | Nicolas Müller         |
| 21.03.–22.03. | Kuwait                | Jena Super Satellite No. 2 2009                  | $ 6.000   | Abdullah Al Muzayen    |
| 21.03.–27.03. | London                | ISS Canary Wharf Squash Classic 2009             | $ 52.500  | David Palmer           |
| 23.03.–28.03. | Kuala Lumpur          | NSC Series No. 5 (2 Star) 2009                   | $ 20.000  | Mohd Azlan Iskandar    |
| 24.03.–29.03. | Redwood City          | Pacific Athletic Open 2009 sponsored by Netsuite | $ 15.000  | Julian Illingworth     |
| 28.03.–04.04. | Kairo                 | Hurghada International 2009                      | $ 61.250  | Ramy Ashour            |
| 31.03.–05.04. | Castellon             | PSA Magdalena Squash Open 2009                   | $ 4.500   | Alan Clyne             |

### April
| Datum         | Ort          | Turnier                           | Preisgeld | Sieger            |
| ------------- | ------------ | --------------------------------- | --------- | ----------------- |
| 03.04.–05.04. | Rochester    | Rochester Proam 2009              | $ 7.425   | Ryan Cuskelly     |
| 09.04.–12.04. | Galway       | Garavan’s West of Ireland 2009    | $ 6.000   | Simon Rösner      |
| 21.04.–26.04. | Williamstown | Berkshire Open 2009               | $ 20.000  | Jonathan Kemp     |
| 22.04.–25.04. | Dublin       | Cannon Kirk Homes Irish Open 2009 | $ 25.000  | Thierry Lincou    |
| 24.04.–25.04. | Mailand      | Festina PSA Squash Open 2009      | $ 3.000   | Davide Bianchetti |

### Mai
| Datum         | Ort         | Turnier                                    | Preisgeld | Sieger             |
| ------------- | ----------- | ------------------------------------------ | --------- | ------------------ |
| 03.05.–05.05. | Yokohama    | Japan Pro Squash Yokohama 2009             | $ 3.000   | Christopher Gordon |
| 05.05.–10.05. | Rom         | Roma Est Squash Open 2009                  | $ 10.000  | Stéphane Galifi    |
| 07.05.–10.05. | Wakayama    | Japan Pro Squash Kansai 2009               | $ 3.000   | James Snell        |
| 08.05.–10.05. | Darwin      | Topend Open 2009                           | $ 7.250   | Max Lee            |
| 13.05.–16.05. | Atlanta     | Atlanta Open 2009                          | $ 10.000  | Jonathan Kemp      |
| 19.05.–24.05. | Zürich      | Seegarten Vitis Open 2009                  | $ 10.000  | Tom Richards       |
| 21.05.–24.05. | Connecticut | Fassp St. Luke’s Open 2009                 | $ 8.000   | Ryan Cuskelly      |
| 23.05.–24.05. | Perth       | City of Perth International Challenge 2009 | $ 3.250   | Ben Ford           |
| 29.05.–01.06. | Kalgoorlie  | Golden Open PSA Int 2009                   | $ 3.500   | Mike Corren        |
| 30.05.–31.05. | Almere      | Hemubo Squash Trophy 2009                  | $ 3.000   | Gilly Lane         |

### Juni
| Datum         | Ort          | Turnier                                           | Preisgeld | Sieger             |
| ------------- | ------------ | ------------------------------------------------- | --------- | ------------------ |
| 03.06.–07.06. | Hamilton     | North Island Championships 2009                   | $ 4.000   | Mike Corren        |
| 11.06.–14.06. | Stockholm    | Scandinavian Open 2009                            | $ 4.250   | Dylan Bennett      |
| 13.06.–14.06. | Kranj        | Cloudy Tour – Kranj Open 2009                     | $ 3.000   | Adrian Waller      |
| 15.06.–20.06. | Toulouse     | Squash Open De Toulouse Movida International 2009 | $ 15.000  | Laurens Jan Anjema |
| 17.06.–20.06. | Asunción     | Tour de las Americas Paraguay Open 2009           | $ 6.000   | Rafael Alarçón     |
| 24.06.–27.06. | Saint-Pierre | Internationaux de la Réunion 2009                 | $ 30.000  | Thierry Lincou     |
| 25.06.–28.06. | Sydney       | NSW Open 2009                                     | $ 4.000   | Mike Corren        |

### Juli
| Datum         | Ort          | Turnier                                       | Preisgeld | Sieger              |
| ------------- | ------------ | --------------------------------------------- | --------- | ------------------- |
| 04.07.–05.07. | Melbourne    | Victorian Open 2009                           | $ 5.250   | Mike Corren         |
| 08.07.–11.07. | Kuala Lumpur | NSC Series No. 6 (1 Star) 2009                | $ 10.000  | Jan Koukal          |
| 08.07.–11.07. | Brescia      | 13th Mega Italia Open 2009                    | $ 6.000   | Davide Bianchetti   |
| 09.07.–12.07. | Hongkong     | Crocodile Challenge Cup 2009                  | $ 6.000   | Dick Lau            |
| 14.07.–17.07. | Kuala Lumpur | NSC Series No. 7 (Super Satellite) 2009       | $ 6.000   | Mohd Azlan Iskandar |
| 14.07.–19.07. | Clare        | Clare Valley Australian Open 2009             | $ 30.000  | Stewart Boswell     |
| 27.07.–01.08. | Kuala Lumpur | CIMB Malaysian Open Squash Championships 2009 | $ 52.500  | Amr Shabana         |
| 31.07.–02.08. | Ponta Grossa | Tour de las Americas Ponta Grossa-Parana 2009 | $ 6.000   | Rafael Alarçón      |